# 권필
권필(權韠, 1569년 ~ 1612년)은 조선 선조 때 시인, 성리학자, 작가이다. 호는 석주(石洲). 관직에 뜻을 두지 않고 방랑하며 풍자 시를 짓다가 원접행차에 시나 글을 짓는 제술관(製述官)으로 발탁되었으나, 유희분의 풍자시가 문제시되어 형문후 죽었다. 당색으로는 서인이었으며, 송강 정철의 문인이다. 풍자시로 유명하였다. 송제민은 그의 장인이다.

## 생애
서인 거물 송강 정철의 문하생으로 수학하였으며 당시 한문학계의 뛰어난 존재였으며 과거와 벼슬에는 뜻이 없어 산수를 찾아 방랑과 시주(詩酒)로 낙을 삼았다.
광해군 비 문성군부인의 아우 유희분(柳希奮)의 부패와 권력남용이 자행되자, 유희분을 풍자한 궁류시(宮柳詩)를 지었다고 귀양가서 객사하였다. 다른 문헌에서는 심한 고문으로 귀양가지 못하고 흥인문 밖 민가에서 고문 후유증으로 사망하였다고 한다. 작품에 한문소설 《주생전》등과 유저에 《석주집(石洲集)》이 있다.
북악산 꼭대기의 백악신사(북악산 성모 정녀부인의 사당)에 쳐들어가 영정을 찢고 신을 모독했다가 동티 나서 죽었다는 야담이 전한다.

## 저서
- 주생전
- 《석주집(石洲集)》

## 관련 문화재
- 석주권필유허비 - 강화군 향토유적 제27호

## 같이 보기
- 풍자
- 허균

## 미디어에서
- 조선왕조 오백년 회천문 - 전인택
- 서궁 - 이용진
- 천둥소리 - 김명수
- 왕의 여자 - 이지형